# Харківський художньо-промисловий музей
Харківський художньо-промисловий музей — перший в Україні й один із перших у Російській імперії міських публічних музеїв. Був заснований 14 (26) грудня 1886 року з ініціативи письменника і громадського діяча Григорія Данилевського зусиллями місцевої інтелігенції за сприяння Харківської міської думи, яка виділила закладу приміщення і взяла на себе його часткове фінансування.

## Історія
Ідея організації харківського міського музею знайшла підтримку Імператорської академії мистецтв, при якій було створено Комісію з влаштування музеїв у провінційних містах, та міністерства імператорського двору Російської імперії. Відкриття музею відбулося 14 грудня 1886 одночасно з організацією академічної пересувної виставки, після закінчення якої новоутвореному закладу були подаровані 36 картин, 22 скульптури й колекція орнаментів, що склало основу його художнього відділу. Згідно із затвердженим 1892 статутом музей ставив собі за мету «сприяти художньому розвиткові й художньо-промисловій освіті місцевого населення». 1914 його зібрання включало вже 229 пам'яток мистецтва — творів живопису, графіки, скульптури, зразків порцеляни. При музеї було відкрито художню школу, яка згодом отримала статус училища.
1896 за активної участі професорів Харківського університету, передусім професора Андрія Краснова, був утворений найбільший відділ музею — етнографічний. Його основу склали експонати університетської виставки, привезені цим ученим із подорожей країнами Далекого Сходу. Пізніше до складу етнографічної збірки увійшли матеріали, передані міністерством державних маєтностей Російської імперії (гончарний посуд), та вироби українських ремісників Харківщини (плахти, килими, рушники, головні убори, колекція писанок тощо), подаровані музею професорами Іваном Сокальським і Миколою Сумцовим. Наприкінці ХІХ століття відділ налічував вже близько 1 тис. пам'яток. За багатством та різноманітністю колекцій він здобув заслужену славу одного із кращих серед етнографічних зібрань міських музеїв Російської імперії.
На початку ХХ століття значну роль у розбудові та поповненні експозиції музею відіграв Дмитро Багалій, завдяки сприянню якого до фондів цього закладу надійшли твори відомих російських митців (Іллі Рєпіна, Василя Полєнова, Володимира Маковського та ін.), надзвичайно цінна колекція картин та етюдів Сергія Васильківського й інші пам'ятки. Учений розробив план поповнення і подальшої розбудови музею, виступив з ініціативою організації відділу «Старий Харків», значну частину якого склали матеріали з його власної колекції. Очолюючи музейну комісію, Д.Багалій зробив вагомий внесок у перетворення Харківського міського музею на значний історико-культурний центр Слобожанщини.
1920 року зібрання цього закладу перейшло до складу Музею Слобідської України ім. Г.Сковороди (нині Харківський історичний музей імені М. Ф. Сумцова), який відкритий у тому ж приміщенні. Понад 25 творів живопису зберігаються в Харківському художньому музеї.